# Spilosoma vlachi
Spilosoma vlachi är en fjärilsart som beskrevs av Silbernagel 1944. Spilosoma vlachi ingår i släktet Spilosoma och familjen björnspinnare. Inga underarter finns listade i Catalogue of Life.